# Urte Clasing

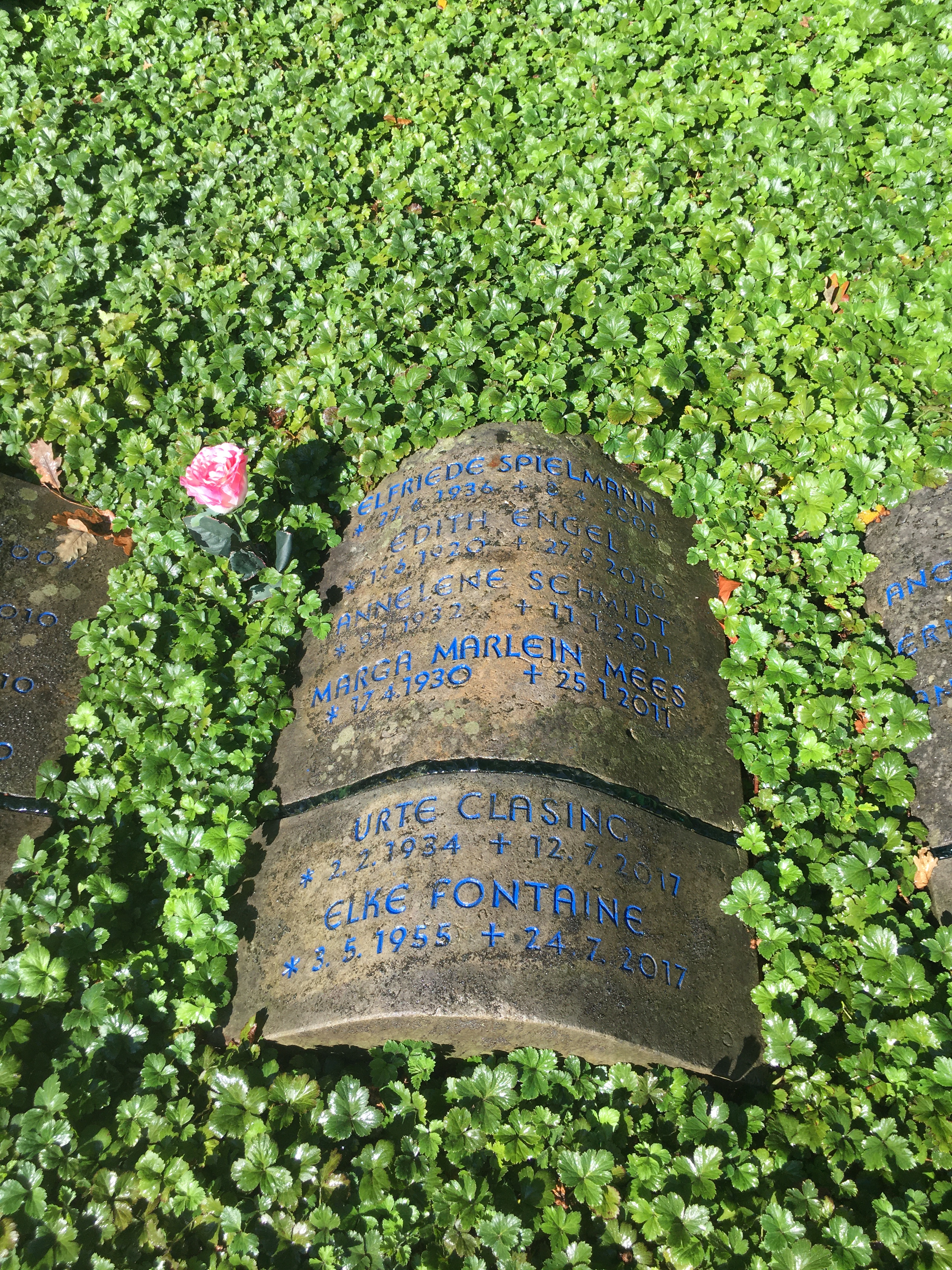
Grabstätte Urte Clasing auf dem Friedhof Ohlsdorf

Urte Clasing (* 2. Februar 1934 in Rostock; † 12. Juli 2017 in Hamburg) war eine deutsche Schauspielerin und Schauspiellehrerin.

## Leben
Urte Clasing studierte Schauspiel an der damaligen Staatlichen Hochschule für Musik und darstellende Kunst in Hamburg. In späteren Jahren erhielt sie dort eine Professur und Lehraufträge für verschiedene Studiengänge.
Neben Engagements an diversen deutschen Theatern war Clasing auch sporadisch auf dem Bildschirm zu sehen. Ihr Debüt gab sie 1961 in Fritz Kortners erster Fernsehregie Die Sendung der Lysistrata. In der Serie Gertrud Stranitzki hatte sie eine durchgehende Rolle als Annemarie Tiede (später verehelichte Prittwitz).
Urte Clasing ist die Mutter der Schauspielerin Tatjana Clasing. Sie starb nach kurzer, schwerer Krankheit und wurde auf dem Hamburger Friedhof Ohlsdorf im dortigen Garten der Frauen beigesetzt.

## Filmografie
- 1961: Die Sendung der Lysistrata
- 1962: Die Banditen
- 1966–1968: Gertrud Stranitzki (10 Folgen als Annemarie Tiede/Prittwitz)
- 1968: Polizeifunk ruft – Luftfracht für Beirut
- 1969: Neu-Böseckendorf
- 1969: Weh’ dem, der erbt
- 1970: Keiner erbt für sich allein
- 1971: Die Journalistin – Eine Stunde Angst
- 1973: Hamburg Transit – Vorstrafen: Eine
- 1974: Eine geschiedene Frau – Der Kursus
- 1975: PS – Kleingedrucktes
- 1984: Auf einem langen Weg
- 1995: Achtung: Streng geheim! – Das Dino-Ei

## Hörspiele
- 1961: Hellmut Kleffel: Die Jagd nach dem Täter (Folge 73: Mord auf Abruf) – Regie: Gerda von Uslar – NDR
- 1962: Johannes Hendrich: Der Sog – Regie: Fritz Schröder-Jahn – NDR/SFB